# Monarda stanfieldii
Monarda stanfieldii là một loài thực vật có hoa trong họ Hoa môi. Loài này được Small mô tả khoa học đầu tiên năm 1903.